# 1. Rheinisches Pionier-Bataillon Nr. 8

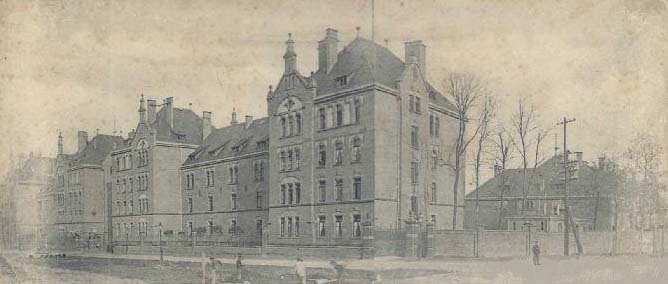
Mannschaftsgebäude der Falckenstein-Kaserne des Pionier-Bataillons Nr. 8 in Koblenz um 1900

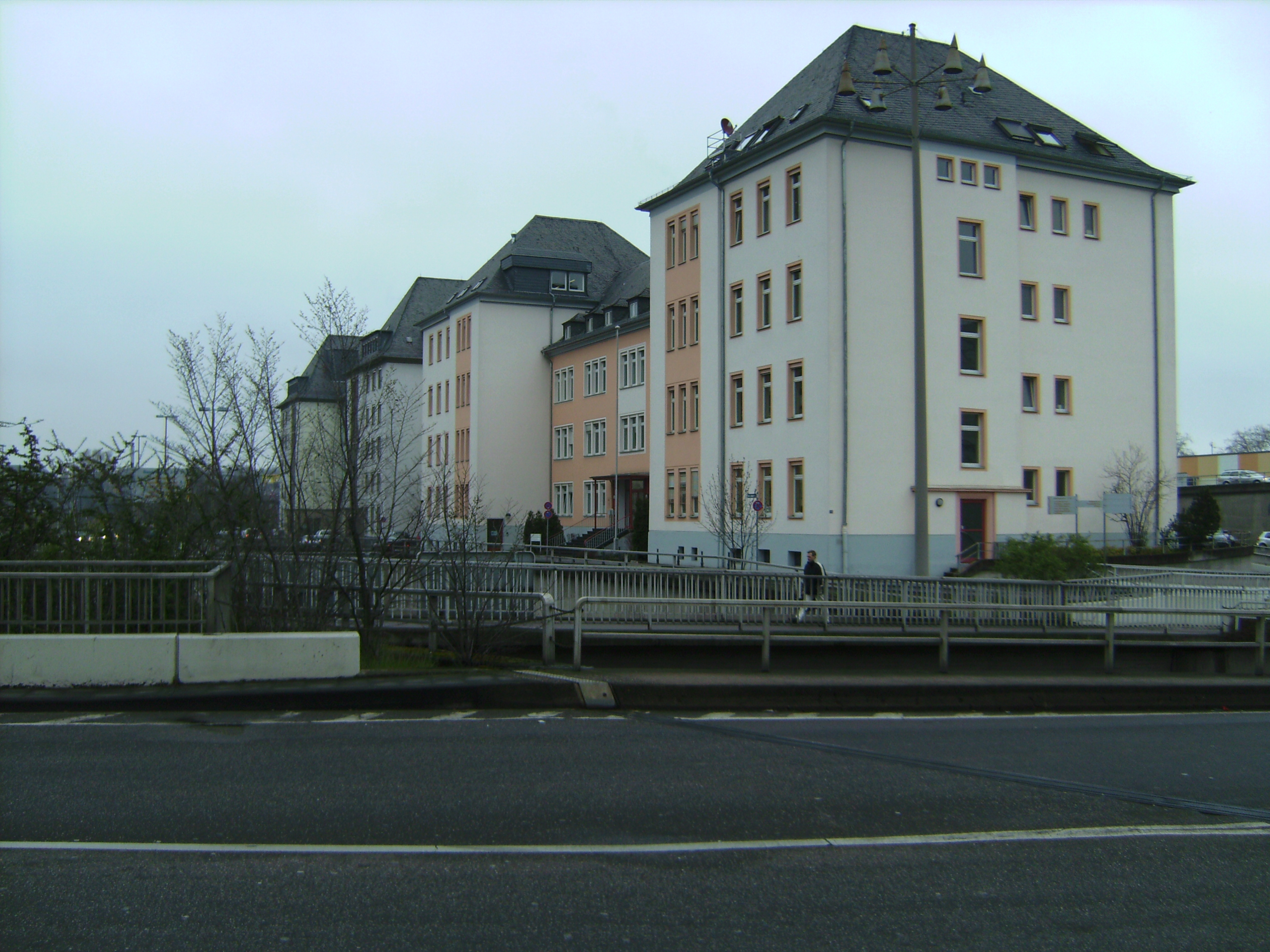
Ehemalige Falckenstein-Kaserne heute

Das 1. Rheinische Pionier-Bataillon Nr. 8 war ein Verband der Preußischen Armee.

## Geschichte
Aufgestellt als 8. Pionier-Abtheilung am 27. März 1816 in Saarlouis, wurde die Einheit am 10. August 1824 nach Koblenz verlegt und bezog Unterkunft in der Löhrtorkaserne. Dort blieb das Bataillon bis zum Abbruch der Löhrtorkasematten 1889 und zog dann in die neu erbaute Falckensteinkaserne am Moselufer. (Sie ist nicht die heutige, vom ehemaligen Heeresführungskommando genutzte Falckensteinkaserne; die Kaserne der 8er Pioniere, zeitweise „alte Falckensteinkaserne“ genannt, steht am Moselufer – die beiden Blocks neben der stadtseitigen Abfahrt von der Europabrücke.) In ihr befinden sich heute Behörden der Stadt Koblenz und des Landes Rheinland-Pfalz. In den Rheinanlagen von Koblenz erinnerte bis zum Zweiten Weltkrieg ein von Carl Burger geschaffener Pionier-Gedenkstein an das Bataillon.
Truppentechnisch unterstand das Bataillon vor Ausbruch des Ersten Weltkriegs der 2. Pionier-Inspektion.
Die Mannschaftsunterkünfte der Kaserne sind bei Bombenangriffen im Zweiten Weltkrieg schwer beschädigt worden und ausgebrannt. Sie wurden später in vereinfachter Form (Dächer und Dachverzierungen) wieder aufgebaut und dienen heute Behörden. Das Exerzierhaus auf dem späteren Saarplatz wurde nicht wieder aufgebaut, das Offizierskasino wurde erst für den Neubau des Polizeipräsidiums in den 1980er Jahren abgebrochen.

### Erster Weltkrieg

#### Kriegsgliederung am 1. August 1914
Das Bataillon wurde auf Kriegs (Regiments-) stärke gebracht und aufgeteilt:
- I. Bataillon/Pionier-Bataillon Nr. 8
- II. Bataillon/Pionier-Bataillon Nr. 8

##### I. Bataillon
bestehend aus:
- Stab, 1., 2. und 3. Kompanie, Scheinwerfer-Zug, Divisions-Brückentrain 15, Divisions Brückentrain 16, Brückentrain VIII. Armeekorps – ab 3. April 1915 die neuerrichtete 5. Kompanie zugewiesen.

| Datum                                  | Einsätze/Gefechte                                 |                                         |
| -------------------------------------- | ------------------------------------------------- | --------------------------------------- |
| 22./23. August 1914                    | Schlacht bei Neufchateau/Porcheresse              |                                         |
| 24. bis 29. August 1914                | Schlacht an der Maas                              |                                         |
| 30. August bis 5. September 1914       | Verfolgungskämpfe von der Maas zur Marne          |                                         |
| 06. bis 12. September 1914             | Marneschlacht                                     |                                         |
| 13. September bis 19. Dezember 1914    | Stellungskämpfe in der Champagne                  |                                         |
| 20. bis 30. Dezember 1914              | Schlacht bei Perthes-lès-Hurlus                   |                                         |
| 31. Dezember 1914 bis 7. Januar 1915   | Stellungskämpfe in der Champagne                  |                                         |
| 08. bis 13. Januar 1915                | 2. Schlacht bei Perthes-lès-Hurlus                |                                         |
| 14. bis 31. Januar 1915                | Stellungskämpfe in der Champagne                  |                                         |
| 01. bis 5. Februar 1915                | 3. Schlacht bei Perthes-lès-Hurlus                |                                         |
| 06. bis 15. Februar 1915               | Stellungskämpfe in der Champagne                  |                                         |
| 16. bis 19. Februar 1915               | 4. Schlacht bei Perthes-lès-Hurlus                |                                         |
| 21. Februar bis 20. März 1915          | Winterschlacht in der Champagne                   |                                         |
| 21. März bis 2. April 1915             | Stellungskämpfe in der Champagne                  |                                         |
| 12. Mai bis 30. Juni 1915              | Schlacht an der Loretto-Höhe                      |                                         |
| 01. Juli 1915 bis 20. November 1916    | Kämpfe an der Aisne                               |                                         |
| 06. bis 26. Oktober 1916               | Schlacht an der Somme                             | nur 1. und 5. Kp, mit Minenwerferkp 169 |
| 16. November 1916 bis 11. Februar 1917 | Stellungskämpfe am oberen Styr-Stochod (Ostfront) |                                         |

Bis dahin zugeteilt gewesene Einheiten:
| Datum                            | Einheit                           | Einheit                   |
| -------------------------------- | --------------------------------- | ------------------------- |
| 19. Mai bis 10. Oktober 1915     | Minenwerferabteilung 126          | Minenenweferabteilung 242 |
| 20. Juni bis 10. Oktober 1915    | schwere Minenwerferabteilung 21   |                           |
| Februar bis 10. Oktober 1915     | schwere Minenwerferabteilung VIII |                           |
| ab 10. Oktober 1915              | Minenwerferkompanie 15            |                           |
| 16. Januar bis 3. September 1916 | Minenwerferkompanie 16            |                           |

Am 11. Februar 1917 wurde das I. Bataillon/Pionier-Bataillon Nr. 8 aufgeteilt und erhielt nunmehr die folgenden Bezeichnungen:
- Pionier-Bataillon Nr. 8
- Pionier-Bataillon Nr. 125

##### Pionier-Bataillon Nr. 8
bestehend aus:
- Stab, 2. und 3. Kompanie, Minenwerferkompanie 169 – Scheinwerferzug 293

| Datum                                             | Einsätze/Gefechte                              |
| ------------------------------------------------- | ---------------------------------------------- |
| 12. Februar bis 10. Mai 1917                      | Stellungskämpfe am oberen Styr-Stochod         |
| 27. Juni bis 2. September 1917                    | Schlacht in Flandern                           |
| 04. Dezember 1917 bis 31. März 1918               | Stellungskämpfe in Flandern                    |
| 01. bis 8. April 1918                             | Stellungskämpfe in Französisch-Flandern        |
| 05. bis 25. August 1918                           | Kämpfe vor Ypern–La Bassée                     |
| 27. August bis 2. September 1918                  | Schlacht bei Monchy–Bapaume                    |
| 22. September bis 14. Oktober 1918                | Kämpfe bei Armentières–Lens                    |
| 15. bis 19. Oktober 1918                          | Kämpfe zwischen Deule-Kanal und Schelde        |
| 26. Oktober bis 4. November 1918                  | Kämpfe an der Hermannstellung                  |
| 05. bis 11. November 1918                         | Rückzugskämpfe vor der Antwerpen-Maas-Stellung |
| Minenwerferkompanie 169 nur bis 9. September 1918 |                                                |
| Scheinwerferzug 293 nur bis 26. Februar 1918      |                                                |

Das Pionier-Bataillon Nr. 8 wurde nach Kriegsende im Januar 1919 in Bramsche bei Osnabrück aufgelöst.

##### II. Bataillon/Pionier-Bataillon Nr. 8
bestehend aus:
- Stab, 4. Kompanie, 1. und 2. Reservekompanie, Reserve-Divisionsbrückentrain 15 und 16, ab 17. März 1915 die neu errichtete 6. Kompanie zugewiesen

| Datum                                  | Einsätze/Gefechte                                     |                                                                         |
| -------------------------------------- | ----------------------------------------------------- | ----------------------------------------------------------------------- |
| 22./23. August 1914                    | Schlacht bei Neufchâteau/Palireul                     |                                                                         |
| 24. bis 29. August 1914                | Schlacht an der Maas                                  |                                                                         |
| 30. August bis 5. September 1914       | Verfolgungskämpfe von der Maas zur Marne              |                                                                         |
| 06. bis 12. September 1914             | Marneschlacht                                         |                                                                         |
| 13. September bis 19. Dezember 1914    | Stellungskämpfe in der Champagne                      |                                                                         |
| 20. bis 30. Dezember 1914              | Schlacht bei Perthes les Hurlus                       |                                                                         |
| 31. Dezember 1914 bis 7. Januar 1915   | Stellungskämpfe in der Champagne                      |                                                                         |
| 08. bis 13. Januar 1915                | 2. Schlacht bei Perthes les Hurlus                    |                                                                         |
| 14. bis 31. Januar 1915                | Stellungskämpfe in der Champagne                      |                                                                         |
| 01. bis 5. Februar 1915                | 3. Schlacht bei Perthes les Hurlus                    |                                                                         |
| 06. bis 15. Februar 1915               | Stellungskämpfe in der Champagne                      |                                                                         |
| 16. bis 19. Februar 1915               | 4. Schlacht bei Perthes les Hurlus                    |                                                                         |
| 21. Februar bis 20. März 1915          | Winterschlacht in der Champagne                       |                                                                         |
| 21. März bis 21. September 1915        | Stellungskämpfe in der Champagne                      |                                                                         |
| 09. April bis 20. Mai 1915             | Kämpfe zwischen Maas und Mosel                        | nur 4. Kompanie                                                         |
| 22. September bis 18. Oktober 1915     | Herbstschlacht in der Champagne                       |                                                                         |
| 20. Oktober 1915 bis 19. Oktober 1916  | Kämpfe an der Aisne                                   |                                                                         |
| 03. April bis 19. Oktober 1916         | ohne                                                  | Stab, 4. und 6. Kompanie, 1. Reserve-Kompanie                           |
| 06. April bis 9. September 1916        | Schlacht um Verdun                                    | Stab, 4. und 6. Kompanie, 1. Reserve-Kompanie                           |
| 07. bis 12. April 1916                 | Kämpfe um den Mort Homme und Béthincourt              | Stab, 4. und 6. Kompanie, 1. Reserve-Kompanie                           |
| 19. bis 20. Mai 1916                   | Kämpfe um den Mort Homme                              | nur 1. Reserve-Kompanie                                                 |
| 24. bis 29. Mai 1916                   | Erstürmung von Cumières und der Caurettes-Höhe        | nur 4. Kompanie                                                         |
| 09. September bis 20. November 1916    | Stellungskämpfe vor Verdun                            | 4. und 6. Kompanie bis 25. Oktober, 1. Reserve-Kompanie bis 2. Oktober  |
| 21. Oktober bis 23. November 1916      | Schlacht an der Somme                                 | 2. Reserve-Kompanie, Minenwerferkompanie 216, Reserve-Scheinwerferzug 8 |
| ab 5. November 1916                    | 1. Reserve-Kompenie                                   |                                                                         |
| 21. September bis 26. November 1916    | mit MinenwerferKp 215 / Scheinw. Zg 257 / ResBrTrn 15 |                                                                         |
| 27. November 1916 bis 25. Januar 1917  | Stellungskämpfe an der Somme                          | 4. und 6. Kompanie, MinenwerferKp 215 / Scheinw. Zg 257 / ResBrTrn 15   |
| 28. November 1916 bis 25. Februar 1917 | Kämpfe an der Aisne                                   | 1. und 2. Reserve-Kompanie, MinenwerferKp 216 / ResScheinw. Zg 8        |

Am 25. Februar 1917 wurde das II. Bataillon/Pionier-Bataillon Nr. 8 aufgelöst. Mit dem Personal und dem Gerät wurden zwei neue Pionierbataillone errichtet:
- Pionier-Bataillon Nr. 315
- Pionier-Bataillon Nr. 316